# Novorománovskaya
Novorománovskaya (del ruso: Новоромановская) es una stanitsa del raión de Tijoretsk del krai de Krasnodar, en Rusia. Está situado a orillas del Ternovka, afluente por la izquierda del río Yeya, 19 km al nordeste de Tijoretsk y 143 km al nordeste de Krasnodar, la capital del krai. Tenía 302 habitantes en 2010.
Pertenece al municipio Ternóvskoye.

## Historia
La localidad fue fundada en 1875 como jútor Nikoláyevski. Fue elevada al rango de stanitsa y rebautizada con el nombre actual en 1914.